# ミオヴェニ
ミオヴェニ（ルーマニア語: Mioveni）は、ルーマニアのアルジェシュ県、ピテシュティ近くの町。2002年の時点で人口は3万5849人。

## 歴史
1485年に初めて歴史上に登場した。ダチアの生産工場が建設された1970年代に急速な発展を遂げた。

## 施設
チェオナヴォダ原子力発電所の燃料を精製する核研究施設や高いセキュリティの刑務所が置かれている。

## スポーツ
国内のサッカー1部リーグにCSミオヴェニというチームがある。